# Kangding
Kangding (chiń. 康定; pinyin Kāngdìng; tyb. དར་རྩེ་མདོ།, Wylie: dar rtse mdo, ZWPY: Darzêdo) – miasto na prawach powiatu w Chinach, w prowincji Syczuan, stolica prefektury autonomicznej Garzê. W 1999 roku liczba mieszkańców miasta wynosiła 105 992. Stolica katolickiej diecezji.

## Historia
Tereny dzisiejszego Kangding zostały zajęte przez Chińczyków w okresie dynastii Song (960–1279). Miejscowość była ośrodkiem wymiany handlowej między Chińczykami a Tybetańczykami. Miasto nosiło dawniej w języku chińskim nazwę Dajianlu (打箭爐), będącą transkrypcją nazwy tybetańskiej.
Kangding otrzymało status powiatu w 1913 roku a w latach 1939–51 pełniło funkcję stolicy prowincji Xikang. Po 1949 roku wybudowano w mieście elektrownię wodną; zaczęły rozwijać się rzemiosło i przemysł, m.in. spożywczy i włókienniczy.
17 lutego 2015 roku dotychczasowy powiat Kangding został podniesiony do rangi miasta na prawach powiatu.